# Libamba (République centrafricaine)
Ne pas confondre avec Libamba, un village au Cameroun.
Libamba est un cours d'eau en République centrafricaine. Il est situé dans la partie sud-ouest du pays.